# Archicofradía de la Real e Ilustre Esclavitud de Nuestro Padre Jesús de Medinaceli (Palencia)

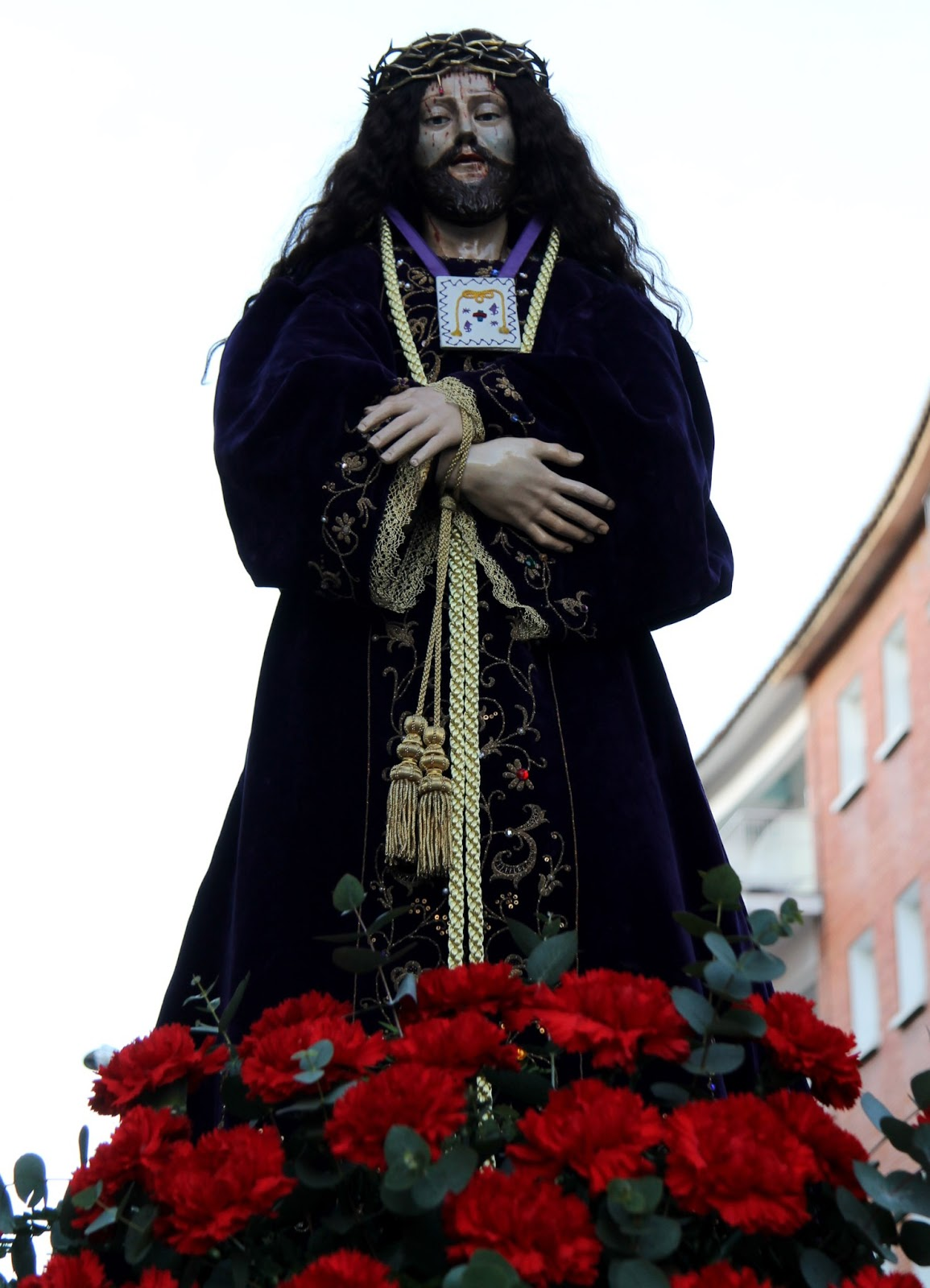
Jesús de Medinaceli de Palencia

La Archicofradia de la Real e Ilustre Esclavitud de Nuestro Padre Jesús de Medinaceli es una congregación religiosa fundada en el año 1934 en la ciudad de Palencia. Es de una de las nueve cofradías que dirigen los actos y desfiles de la Semana Santa en Palencia si bien no comenzó a participar en ella hasta varias décadas después de su fundación.

## Historia
La imagen de Jesús preso en su advocación de Medinaceli siempre ha suscitado gran devoción en España de ahí que se crearan numerosas congregaciones bajo la imagen. Esta cofradía, que surge de la imagen anónima del siglo XVII cuya tradición reza que es una de las copias del Cristo de Medinaceli sevillano, fue fundada 1934 en la parroquia de San Miguel donde se encontraba y encuentra la talla titular en un retablo situado en el lado del Evangelio, en la primera capilla desde los pies del templo. 
A pesar de datar de haber sido fundada antes que las cofradías del Cristo de la Misericordia y Jesús Crucificado no desfiló hasta el año 1987.
En el año 2005 adquieren la imagen procesional de "la Traición de Judas", obra de Carlos Guerra del Moral a fin de dar más sentido catequético a la procesión que organizan el Martes Santo.
Actualmente cuentan con unos 400 hermanos.

## Procesión a su cargo
A pesar de que la Semana Santa palentina tiene la particularidad de que todas las cofradías desfilan en todas las procesiones del ciclo cada procesión es organizada por una de las nueve cofradías (algunas organizan más de un desfile). La Archicofradía de Jesús de Medinaceli organiza la Procesión del Prendimiento en la tarde-noche del Martes Santo. Se da la particularidad de que en la organización de esta procesión colabora activamente otra cofradía palentina, la de Jesús Nazareno (que tiene, además otras dos procesiones a su cargo), el hecho de compartir organización es único en la semana de pasión de la ciudad.
La Procesión del Prendimiento es una de las más tradicionales y populares de cuantas tienen lugar en la capital palentina. A las 20:30 sale desde la sede de la cofradía de Jesús Nazareno la comitiva de hermanos de esta penitencial llevando la imagen de la Traición de Judas (de la cofradía de Jesús de Medinaceli) dirigiéndose hacia la plaza de la Inmaculada, frente a la catedral donde esperan las demás cofradías de la ciudad. Una vez han llegado los Nazarenos tiene lugar uno de los actos más singulares de la Semana Santa, el acto del Prendimiento en el que un hermano de la cofradía nazarena golpea tres veces la puerta de Santa María de la Catedral. Estos tres toques quedan intercalados entre tres toques de tararú (trompeta larga y tradicional de la Semana Santa de Palencia). A esta llamada se responde abriendo los portones para permitir la salida de la imagen del Cristo de Medinaceli escoltada por los hermanos de su cofradía mientras la Banda Municipal de la ciudad entona el Himno de Medinaceli. Además en este acto, que representa la captura de Jesucristo en el Huerto de los Olivos el Jueves Santo, un hermano nazareno coloca unas esposas a los pies de la imagen titular como símbolo de su cautiverio mientras la imagen de la Traición de Judas aguarda justo enfrente.
Tras el acto da comienzo la procesión que recorre algunas calles del centro de la ciudad hasta que llega a la plaza de San Pablo donde tras dirigirse algunas oraciones se introduce la imagen del Cristo de Medinaceli con la marcha real interpretada por la Banda de Cornetas y tambores de la Cofradía de Jesús Nazareno. 

## Hábito
Es uno de los hábitos más originales por su colorido, tienen un capillo blanco ceñido con un escapulario, símbolo de su hermandad. La capa es de color malva y la túnica morada con cíngulo y botones blancos. Portan varas con su símbolo en la parte alta y calzan zapatos negros.

## Pasos de la Cofradía de Jesús de Medinaceli
- Cristo de Medinaceli: Imagen de tamaño inferior al natural, anónima del siglo XVII. Aunque no es una imagen de vestir es costumbre tanto durante el año como la procesión en la que desfila que luzca un rico traje de terciopelo morado con algunos detalles dorados así como una corona de espinas dorada y cabello real. La imagen aparece las manos enlazadas y atadas con una soga dorada. A pesar de todos estos elementos decorativos no deja de ser una imagen castellana, sobria y elegante.

Al igual que en toda España, la imagen de este cristo recibe especial veneración el primer viernes de marzo.
- La Traición de Judas: Paso tallado entre 2003 y 2005 con un policromado sencillo y austero. La talla es la primera obra de grandes dimensiones y a tamaño natural del escultor de Almodóvar (Ciudad Real) Carlos Guerra del Moral, que tras largos retrasos en los plazos de entrega y con gran polémica con el consejo de la cofradía entrega finalmente en 2005, año en que procesiona por primera vez.

No representa el momento del célebre Beso de Judas sino el instante inmediatamente posterior. Está compuesto por dos figuras: La primera, la de Jesús, dando la espalda a Judas y con las manos extendidas hacia adelante lamentándose de la traición. La segunda figura es la de Judas, que aparece tras Jesús como queriéndolo seguir y tiene una parte del rostro tapada por un paño como símbolo de la vergüenza y deshonra de haber entregado a Jesús. No se trata de la imagen arquetípica de Judas Iscariote (un hombre maduro) sino que representa a un joven casi imberbe y de aparente edad inferior a la de Jesús. Como curiosidad cabe añadir que la carroza sobre la que desfila ha sido utilizada por la cofradía de la Vera-Cruz para llevar su imagen de la Oración del Huerto , por la Orden Franciscana Seglar para la Virgen de las Angustias y por la misma cofradía de Jesús de Medinaceli para llevar a su imagen titular.
Ambas imágenes desfilan una vez, en la procesión del Prendimiento.